# Chloridolum promissum
Chloridolum promissum là một loài bọ cánh cứng trong họ Cerambycidae.